# Jomala IK
Jomala IK är en idrottsklubb från Jomala, Åland, Finland. Föreningen grundades 1930 och har verksamhet i fotboll, friidrott, innebandy, orientering, skidsport och volleyboll. Totalt har den drygt 600 medlemmar.
Beroende på idrott och tävlingsklass deltar de antingen i tävlingar organiserade i Finland eller Sverige. Klubben har nått sina största idrottsliga framgångar i volleyboll. Både på dam- och herrlagen spelar i det svenska seriesystemet. Då enbart lag från Sverige kan spela i Elitserien (och bli svenska mästare), har de inte haft möjlighet att spela i högsta serien. Utan denna begränsning hade dess lag haft möjlighet att spela i Elitserien 2011 på damsidan och 2023 på herrsidan. Tidigare, med början 1976, spelade damlaget i det finländska seriesystemet. Där nådde de som bäst kvalspel till högsta serien. I fotboll spelar herrlaget i det finländska seriesystemet, medan damlag spelar i det svenska seriesystemet.